# 斯卡波利
斯卡波利（義大利語：Scapoli），是意大利伊塞尔尼亚省的一个市镇。总面积16平方公里，人口783人，人口密度48.9人/平方公里（2009年）。ISTAT代码为094048。